# Potentilla vulcanicola
Potentilla vulcanicola är en rosväxtart som beskrevs av Sergei Vasilievich Juzepczuk. Potentilla vulcanicola ingår i Fingerörtssläktet som ingår i familjen rosväxter. Inga underarter finns listade i Catalogue of Life.